# John Fredy Pajoy
John Fredy Pajoy Ortíz (ur. 10 listopada 1988 w Cali) – kolumbijski piłkarz występujący na pozycji lewego skrzydłowego, obecnie zawodnik Deportivo Cali. Jego brat Lionard Pajoy również jest piłkarzem.

## Kariera klubowa
Pajoy jest wychowankiem zespołu Boyacá Chicó FC z siedzibą w mieście Tunja, do którego seniorskiej drużyny został włączony jako osiemnastolatek przez szkoleniowca Alberto Gamero. W Categoría Primera A zadebiutował w 2007 roku, zaś w wiosennym sezonie Apertura 2008 zdobył ze swoją drużyną tytuł mistrza Kolumbii, pierwszy i zarazem jedyny w historii klubu. Pełnił jednak wyłącznie rolę głębokiego rezerwowego, nie mogąc wywalczyć sobie miejsca w wyjściowym składzie i już po kilkunastu miesiącach spędzonych w Boyacá odszedł do innej ekipy z Tunji – drugoligowego Patriotas FC. Tam spędził udane półtora roku, będąc kluczowym zawodnikiem zespołu, po czym wskutek udanych występów powrócił do najwyższej klasy rozgrywkowej, podpisując umowę z CD Once Caldas z siedzibą w Manizales. Od razu został podstawowym zawodnikiem drużyny, 19 lutego 2011 w wygranym 2:0 spotkaniu z Millonarios zdobywając swojego premierowego gola w pierwszej lidze kolumbijskiej, zaś w jesiennych rozgrywkach Finalización 2011 zanotował tytuł wicemistrza kraju. Ogółem barwy Once Caldas reprezentował przez półtora roku, zostając jednym z czołowych graczy w lidze.
Latem 2012 Pajoy za sumę 1,2 miliona dolarów przeszedł do krajowego giganta – klubu Atlético Nacional z miasta Medellín. Również w tym zespole od razu wywalczył sobie pewne miejsce w wyjściowej jedenastce i jeszcze w tym samym roku wywalczył z nim dwa krajowe trofea – puchar Kolumbii (Copa Colombia) i superpuchar Kolumbii (Superliga Colombiana). W sezonie Apertura 2013 zanotował natomiast z drużyną prowadzoną przez Juana Carlosa Osorio (swojego byłego trenera z Once Caldas) drugie w karierze mistrzostwo Kolumbii, zaś trzeci tytuł mistrzowski zdobył już pół roku później, w rozgrywkach Finalización 2013. Ponadto w tym samym 2013 roku po raz drugi z rzędu osiągnął również krajowy puchar. W styczniu 2014 za 2,5 miliona dolarów został zakupiony przez meksykańską ekipę CF Pachuca, w której barwach 4 stycznia 2014 w przegranej 0:1 konfrontacji z Tolucą zadebiutował w tamtejszej Liga MX. W wiosennym sezonie Clausura 2014 zdobył z Pachucą wicemistrzostwo kraju, jednak mimo regularnych występów i pewnego miejsca w składzie nie zdołał spełnić pokładanych w nim oczekiwań.
W lipcu 2014 Pajoy został wypożyczony do niżej notowanej ekipy Puebla FC. Tam szybko został podstawowym graczem zespołu i 19 października 2014 w zremisowanym 1:1 meczu z Universidadem de Guadalajara zdobył swojego pierwszego gola w lidze meksykańskiej. W tych samych, jesiennych rozgrywkach Apertura 2014 dotarł z Pueblą do finału krajowego pucharu – Copa MX, zaś pół roku później – w sezonie Clausura 2015 – triumfował w tym turnieju. Bezpośrednio po tym powrócił do ojczyzny, gdzie na zasadzie wypożyczenia dołączył do drużyny Independiente Medellín, gdzie grał bez większych sukcesów i głównie jako rezerwowy przez pół roku. W styczniu 2016 udał się na wypożyczenie do argentyńskiego drugoligowca Talleres de Córdoba, lecz nie zdołał rozegrać w jego barwach ani jednego spotkania ze względu na kontuzję śródstopia i już po dwóch miesiącach rozwiązał umowę z klubem.
Latem 2016 Pajoy – również na zasadzie wypożyczenia – dołączył do ojczystego Deportivo Cali.

## Statystyki kariery
| Boyacá Chicó      | 2007      | Kolumbia | Primera A | —   | 0   | —   | —       | —       | — | —    | —    | 0  |
| Boyacá Chicó      | 2008      | Kolumbia | Primera A | —   | 0   | —   | 0       | —       | — | —    | —    | 0  |
| Boyacá Chicó      | 2009      | Kolumbia | Primera A | —   | 0   | —   | 0       | —       | — | —    | —    | 0  |
| Patriotas         | 2009      | Kolumbia | Primera B | —   | —   | —   | 0       | —       | — | —    | —    | —  |
| Patriotas         | 2010      | Kolumbia | Primera B | —   | —   | —   | 0       | —       | — | —    | —    | —  |
| Once Caldas       | 2011      | Kolumbia | Primera A | 36  | 11  | 8   | 6       | CL      | 6 | 0    | 50   | 17 |
| Once Caldas       | 2012      | Kolumbia | Primera A | 17  | 5   | 4   | 0       | CL      | 2 | 0    | 23   | 5  |
| Atlético Nacional | 2012      | Kolumbia | Primera A | 12  | 3   | 6   | 2       | —       | — | —    | 18   | 5  |
| Atlético Nacional | 2013      | Kolumbia | Primera A | 28  | 7   | 10  | 4       | CS      | 1 | 0    | 39   | 11 |
| Pachuca           | 2013–2014 | Meksyk   | Liga MX   | 18  | 0   | 4   | 0       | —       | — | —    | 22   | 0  |
| Puebla            | 2014–2015 | Meksyk   | Liga MX   | 24  | 3   | 5   | 1       | —       | — | —    | 29   | 4  |
| DIM               | 2015      | Kolumbia | Primera A | 15  | 3   | 3   | 1       | —       | — | —    | 18   | 4  |
| Deportivo Cali    | 2016      | Kolumbia | Primera A | 0   | 0   | 0   | 0       | —       | — | —    | 0    | 0  |
| Ogółem            |           |          |           |     |     |     |         |         |   |      |      |    |
| Kolumbia          | Kolumbia  | Kolumbia | 148       | 39  | 31≤ | 13  | CL + CS | 9       | 0 | 188≤ | 52   |    |
| Meksyk            | Meksyk    | Meksyk   | 42        | 3   | 9   | 1   | —       | —       | — | 51   | 4    |    |
| Ogółem            | Ogółem    | Ogółem   | Ogółem    | 190 | 42  | 40≤ | 14      | CL + CS | 9 | 0    | 239≤ | 56 |

- CL – Copa Libertadores
- CS – Copa Sudamericana